# Music Man

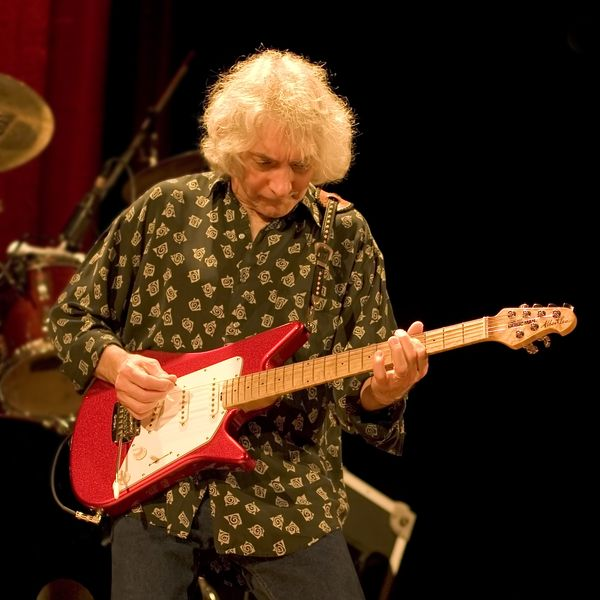
Albert Lee mit seinem Signature Modell

Music Man ist ein 1972 gegründetes US-amerikanisches Unternehmen, das elektrische Gitarren, Bässe und Gitarrenverstärker fertigt. 

## Geschichte
Leo Fender stellte die Instrumente und Tom Walker die Verstärker her, zunächst unter dem Namen Tri-Sonix. Der Name Music Man wurde vorgeschlagen von Leo Fender (der auch Gründer des Unternehmens Fender ist). In den nächsten Jahren entstand hier der berühmte Music Man Stingray Bass, der als entscheidende Entwicklung eine aktive Klangregelung bot und bis heute einer der beliebtesten Allroundbässe überhaupt ist. Daneben gibt es den Sterling, ein leicht veränderter Stingray, orientiert am Fender Jazz Bass (in den Maßen), den Bongo (von einem BMW-Designer entworfen) und die Silhouette (E-Gitarre).
Der Sitz des Unternehmens ist heute in San Luis Obispo, Kalifornien.
1980 stieg Leo Fender nach Streit mit dem Management, offiziell wegen gesundheitlicher Probleme, bei Music Man aus. 1984 kaufte der Saitenhersteller Ernie Ball das Unternehmen.
Unter Ernie Ball werden bis heute viele Signature-Modelle von Künstlern wie Steve Morse, Eddie Van Halen, Albert Lee, Steve Lukather, John Petrucci und anderen angeboten. Produziert werden die Instrumente in San Luis Obispo und Asien.

## Künstler
Music Man Bässe und -Gitarren werden beziehungsweise wurden unter anderem von folgenden Künstlern gespielt: Paul Landers (Rammstein), Pino Palladino, Flea (Red Hot Chili Peppers), Steve Morse (unter anderem Deep Purple), John Deacon (Queen), John Petrucci, John Myung (beide Dream Theater), Robert Trujillo (Metallica), Eddie Van Halen (Van Halen), Steve Lukather (Toto), Shavo Odadjian (System of a Down), Mark Hoppus (blink-182), Dougie Poynter (McFly), Jonathan Gallant, (Billy Talent), Phoenix (Linkin Park), Cliff Williams (AC/DC), Sheryl Crow (bis ca. 2001), Joe Bonamassa, St. Vincent und Ian Crichton (SAGA).

## Modelle

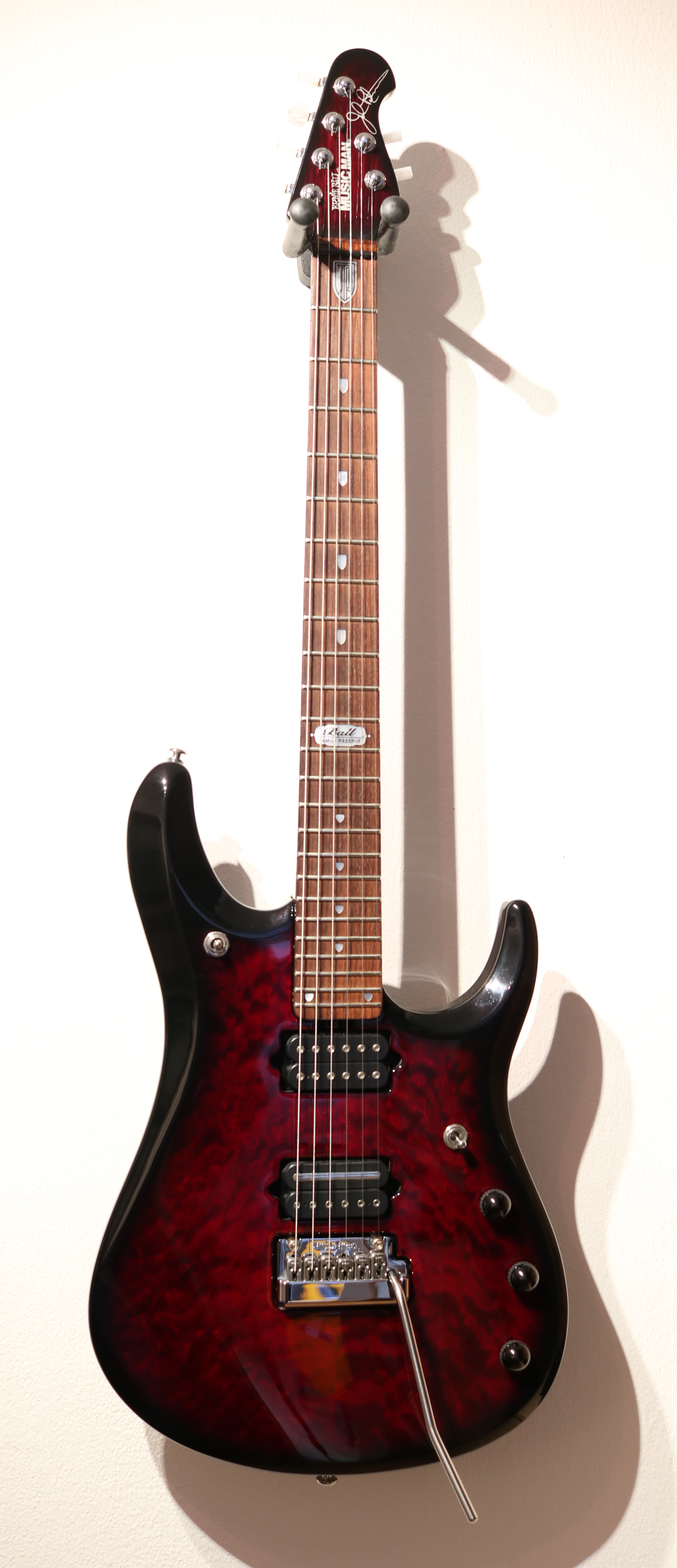
Music Man JP6 BFR John Petrucci Signature Modell in der Ausführung Ruby Burst Quilt

### Gitarren
- Albert Lee
- Armada
- Axis / Axis Sport (wird nicht mehr hergestellt) / Axis Super Sport
- Cutlass RS
- JP6 / JP7 / JPX / JPXI / JP13 / JP15 / JP16 (John Petrucci Signature Modell)
- LIII, Luke 3
- Luke (Steve Lukather Signature Modell)
- Majesty, Monarchy Majesty, Artisan Majesty (John Petrucci Signature Modell)
- Music Man 25th Anniversary[3]
- Reflex
- Reflex (The Game Changer)
- Sabre I und Sabre II (werden nicht mehr hergestellt)
- Silhouette / Silhouette Special / Silhouette Bass Guitar
- StingRay I / StingRay II
- SUB1 (wird nicht mehr hergestellt)
- St. Vincent (Annie Clark Signature Modell)

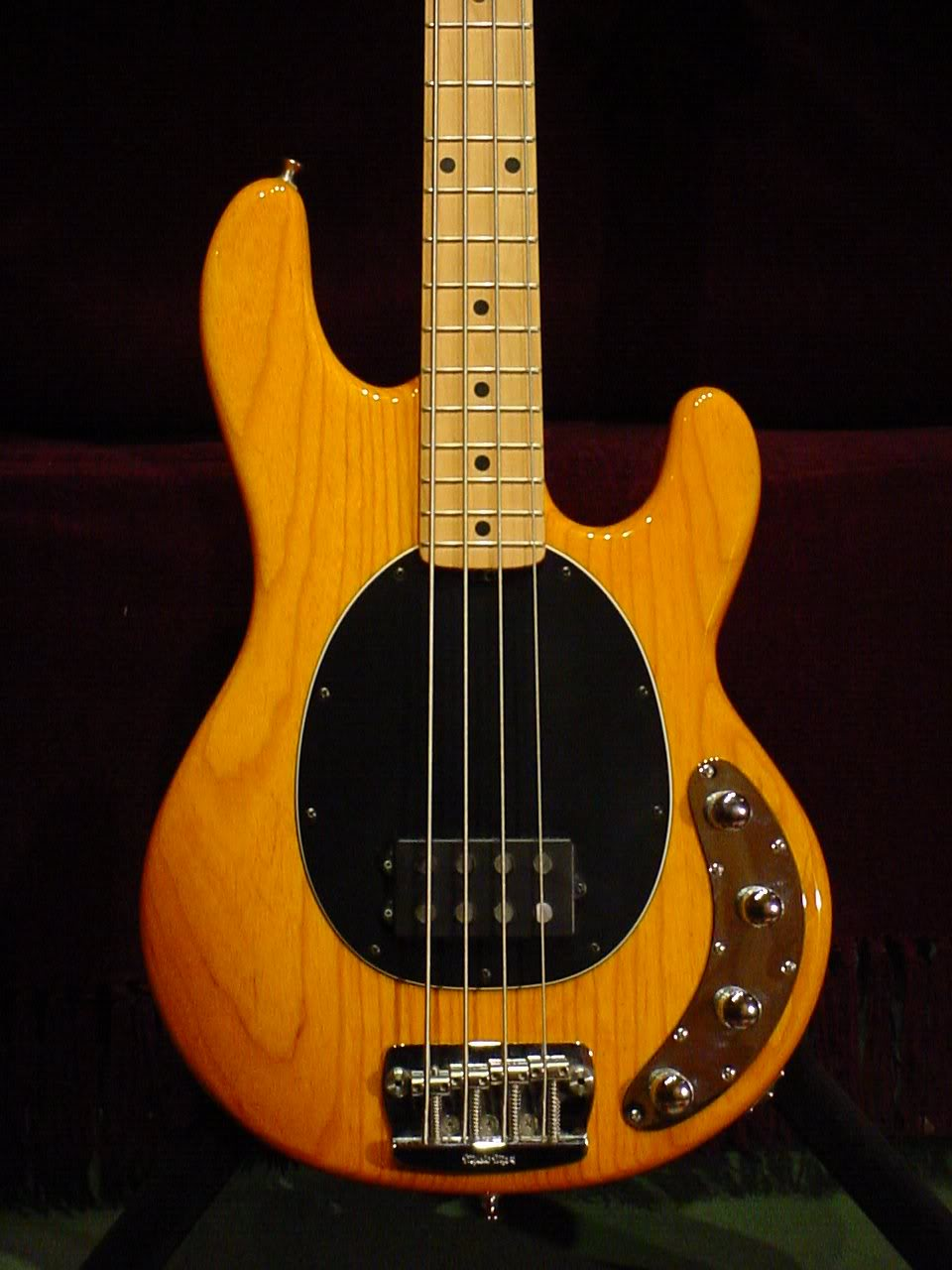
Music Man Stingray inn Trans Gold finish, 2001er Modell

- Steve Morse Signature
- Steve Morse Signature Y2D
- Valentine

### Bässe
- Bongo
- Big Al
- Cutlass / Cutlass II
- Reflex
- StingRay
- Sabre
- StingRay 5
- Sterling
- SUB (wird nicht mehr hergestellt)
- SUB Sterling (wird nicht mehr hergestellt)

### Gitarren- und Bassverstärker
- "Sixty-Five", 65W, 1974-1979 – zuerst mit 12AX7-Röhre als Phasen-Inverter, aufgrund technischer Probleme später ersetzt durch Solid-State-Version
- "One-Thirty", 130W, 1974-1979 – zuerst mit 12AX7-Röhre als Phasen-Inverter, aufgrund technischer Probleme später ersetzt durch Solid-State-Version
- "Sixty-Five" RD/RP (Reverb/Distortion & Reverb/Phaser), 65 W mit Effekten, 1978-1979
- "One-Hundred" RD/RP (Reverb/Distortion & Reverb/Phaser), 100 W mit Effekten, 1978-1979, nur als Combo
- "RD-50" & "RP-50" (Reverb/Distortion & Reverb/Phaser), 50 W mit Effekten, 1982-1984, nur als Combo
- "RD-65" & "RP-65" (Reverb/Distortion & Reverb/Phaser), 65 W mit Effekten, 1980-1984, nur als Combo
- "RD-100" & "RP-100" (Reverb/Distortion & Reverb/Phaser), 100 W mit Effekten, 1980-1984
- "Seventy-Five" (Reverb/Distortion & Reverb/Phaser), 75 W mit Effekten, 1980-1984
- "One-Fifty", 150 W mit Effekten, 1980-1984

Reine Bassverstärker:
- 100B, 100W, 1982-1984, Top
- 120B, 120W, 1981-1984; Top
- 112 und 115 Combo; beide mit dem 120B Amp

Lautsprecherboxen:
- 115RH-65; 65 W mit Alnico bzw. Electro-Voice-Bestückung
- 210RH-130; 130 W mit Alnico-Bestückung
- 212RH-130; 130 W mit Alnico- bzw. Electro-Voice-Bestückung
- 412RH-130; 130 W mit Alnico-Bestückung
- 412B; 130 W für Bass
- 118RH-130, 130-W- bzw. Electro-Voice-Bestückung

Bekannte Nutzer der o. g. Verstärker sind unter Anderen Chet Atkis, Eric Clapton, Joe Strummer,
Albert Lee, Robbie Robertson, Johnny Winter, Alabama, Jeff Beck, Mark Knopfler, James Burton,
Merle Travis & Waddy Wachtel.